# Boadilla del Monte
Boadilla del Monte ist eine Stadt und eine Gemeinde (municipio) mit 65.839 Einwohnern (Stand: 2024) in der Autonomen Gemeinschaft Madrid. Der alte Ortskern wurde wegen seiner Sehenswürdigkeiten als Kulturgut (Bien de Interés Cultural) in der Kategorie Conjunto histórico-artístico eingestuft.

## Lage und Klima
Die Stadt Boadilla del Monte liegt etwa 24 km (Fahrtstrecke) westlich der Stadt Madrid in einer Höhe von ca. 690 m. Die Linie ML-3 der Stadtbahn Madrid endet seit 2007 in Boadilla. Das Klima im Winter ist kühl, im Sommer dagegen gemäßigt bis warm; Niederschläge (ca. 440 mm/Jahr) fallen überwiegend im Winterhalbjahr.

## Bevölkerungsentwicklung
| Jahr      | 1857 | 1900 | 1950 | 2000   | 2018   |
| Einwohner | 553  | 778  | 905  | 20.686 | 52.626 |

Boadilla del Monte gehört zu den seit der Mitte des 20. Jahrhunderts explosionsartig gewachsenen Vorstädten von Madrid.

## Wirtschaft und Infrastruktur
Die Großbank Banco Santander hat ihren Unternehmenssitz in einem separaten Stadtviertel (Ciudad Grupo Santander) von Boadilla del Monte. Daneben existieren mehrere mittelständische und viele Kleinunternehmen. Die Polytechnische Universität Madrid verfügt hier über den Campus de Montegancedo.

## Geschichte
Die Geschichte von Boadilla del Monte reicht möglicherweise bis in die Zeit der islamisch-maurischen Dominanz über weite Teile der Iberischen Halbinsel zurück. Aus mittelalterlicher Zeit fehlen jedoch eindeutige Nachweise. Die Grundherrschaft über die kleine Stadt (villa) gehörte in der frühen Neuzeit den Grafen von Toreno, im 18. Jahrhundert dann den Markgrafen (marqueses) von Mirabal. Josefa Micaela de Mirabal verkaufte Boadilla und angrenzende Ländereien im Jahre 1761 an den Bruder des regierenden Königs Karl III., den Infanten Luis de Borbón y Farnesio, der sich unverzüglich daran machte, einen Palast (Palacio del Infante don Luis) zu errichten. Etwa zehn Jahre nach dessen Fertigstellung (ca. 1765) zog er jedoch mit seiner Familie in den Palacio de la Mosquera in Arenas de San Pedro um.
Der Ort wurde bei der Belagerung von Madrid im Spanischen Bürgerkrieg nach schweren Kämpfen am 14. Dezember 1936 zum zweiten Mal von den Nationalisten eingenommen, ehe diese hier ihre Offensive auf Madrid vorübergehend einstellten.

## Sehenswürdigkeiten

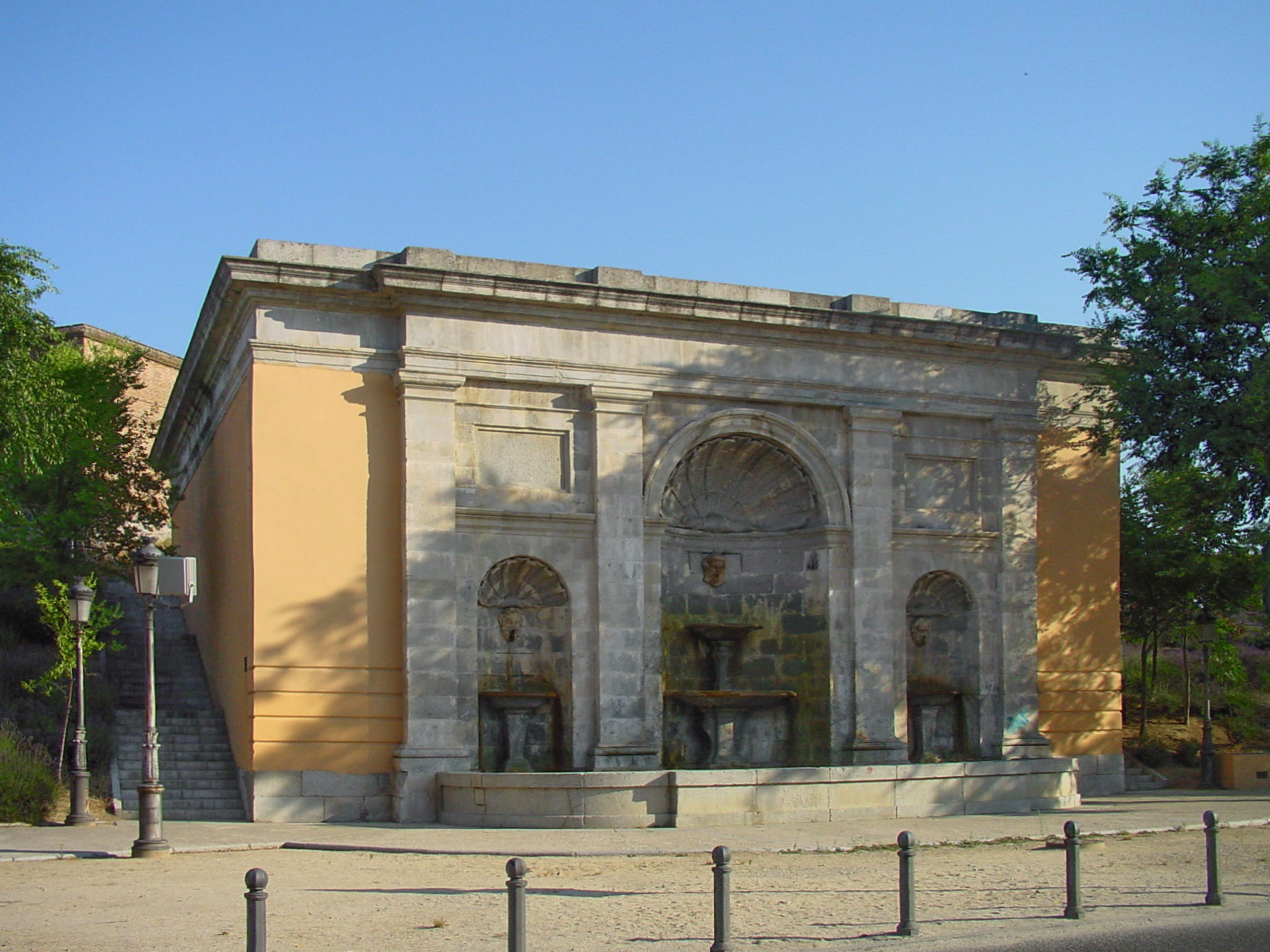
Fuente de Ventura Rodríguez

- Der im Jahr 1761 vom Architekten Ventura Rodríguez geplante und 1765 fertiggestellte Palacio del Infante don Luis gehört in die Zeit des Übergangs vom Barock zum Klassizismus. Auch die Architektur des Escorial hat in mehrfacher Hinsicht als Vorbild gedient.
- Vor dem Palast steht ein – in eine Gebäudefassade integrierter – spätbarocker Brunnen (Fuente de Ventura Rodríguez), der in seinem architektonischen Aufbau einem antiken Triumphbogen oder einem neuzeitlichen Stadttor ähnelt (vgl. Puerta de Alcalá).
- Der Convento de la Encarnación wurde im Jahre 1674 fertiggestellt und gehört bis heute zu einem Konvent der Unbeschuhten Karmelitinnen.
- Die Pfarrkirche (Iglesia de San Cristóbal) zeigt mudéjare Reminiszenzen im Apsisbereich und gehörte – einer lokalen Überlieferung zufolge – zu einer arabischen Festung. Die wahrscheinlich im 13. Jahrhundert erbaute Kirche wurde im Spanischen Bürgerkrieg schwer beschädigt und im Jahre 1944 in großen Teilen rekonstruiert.
- Das Museum der Fundación Grupo Santander zeigt Gemälde von Cranach, El Greco, Van Dyck, Zurbarán u. a.

## Sport
Der zweimalige spanische Eishockeymeister Club Hielo de Boadilla spielt in der Stadt.

## Städtepartnerschaften
- Seit 1999 besteht eine Partnerschaft mit der französischen Gemeinde Saint-Cloud.

## Persönlichkeiten
- César Fernández Ardavín (1923–2012), Berlinale-Gewinner
- Juan Carlos (* 1990), Fußballspieler
- Pablo Sarabia (* 1992), Fußballspieler
- Carlota Boza (* 2001), Schauspielerin
- Marta Carro (* 2006), Beachvolleyballspielerin